# Fenun
Fenun is een bestuurslaag in het regentschap Timor Tengah Selatan van de provincie Oost-Nusa Tenggara, Indonesië. Fenun telt 1801 inwoners (volkstelling 2010).